# NGC 3225
NGC 3225 è una galassia a spirale di tipo Hubble Sc nella costellazione dell’Orsa Maggiore nel cielo stellato settentrionale. Si stima che si trovi a 98 milioni di anni luce dalla Via Lattea e abbia un diametro di circa 55 000 anni luce.

## Scoperta
La galassia è stata scoperta l’8 aprile 1793 da William Herschel.